# Norbert De Naeghel
Norbert De Naeghel (29 november 1949) is een voormalig Belgisch voetballer die als verdediger speelde.

## Erelijst
Club Brugge
- Eerste Klasse: 1972–73, 1975–76, 1976–77
- Beker van België: 1969–70, 1976–77
- UEFA Cup: 1975-76 (finalist)
- Trofee Jules Pappaert: 1978[3]

## Referentielijst
1. ↑  Norbert Denaeghel. Club Brugge (19 september 2017). Geraadpleegd op 7 november 2020.
2. ↑  Club Brugge | Palmares.
3. ↑  Jules Pappaert Cup.